# Bruchidius villosus
Espèce
Synonymes
- Bruchidius ater (Marsham, 1802)[1]
- Bruchus cisti Paykull, 1800[1]
- Bruchus fasciatus Olivier, 1800[1]

Bruchidius villosus est une espèce de coléoptères de la famille des Chrysomelidae.

## Description
Bruchidius villosus est un charançon gris foncé d'environ 2 millimètres de long. Les coléoptères noirs ont d'épais poils gris ou vert olive. Le pronotum est large et court. Il y a un fin sillon central à la base. Les pattes sont noires. Les quatre premières antennes sont rougeâtres, les troisième et quatrième souvent uniquement sur la face inférieure.

## Répartition
L'espèce est originaire d'Europe centrale et méridionale. Dans le nord, il est présent en Grande-Bretagne et en Suède.
Il fut introduit à l'est des États-Unis par accident dans les années 1900 mais fut relevé d'abord en 1918 dans le Massachusetts, mais il s'est avéré qu'il réduisait considérablement la production de graines chez le genêt à balais, sa plante hôte. Sa présence s'étend actuellement du Québec à la Caroline du Nord.
Il devient l'un des insectes les plus récents à être délibérément relâché pour la lutte biologique contre cette mauvaise herbe nuisible dans les années 1990. Sa viabilité en tant qu'agent de lutte biologique est à l'étude. En Nouvelle-Zélande et en Australie, l'espèce de coléoptère a été introduite pour contrôler les espèces d'ajoncs introduites respectivement en 1987 et 1991. En Nouvelle-Zélande, il s'est avéré attaquer des plantes autres que sa cible lorsqu'il fut introduit.
Toujours pour la lutte biologique contre les ravageurs, une population de Bruchidius villosus fut transférée de la côte est vers le nord-ouest (Oregon, Washington) en 1998 et s'est ensuite étendue à la Colombie-Britannique.

## Reproduction
Les adultes apparaissent au printemps, dans l'hémisphère nord de la mi-mars à la fin juin. La femelle pond une dizaine d'œufs sur la gousse de la plante. La larve sort de l'œuf au point où elle est attachée à la gousse et s'enfouit dans la gousse, où elle se développe et se nourrit des graines. La larve mesure 1 à 2 mm de long et est d'un blanc gélatineux. Elle se nymphose dans le tégument pendant 10 à 20 jours. Lorsque la gousse mûrit et s'ouvre, des charançons adultes émergent. La génération suivante apparaît en juillet et août. Celle-ci hiverne près des plantes hôtes dans la couche foliaire.

## Écologie
Bruchidius villosus est un insecte parasite des plantes Calicotome spinosa, Calicotome villosa, Cytisophyllum sessilifolium, Cytisus austriacus, Cytisus elongatus (sv), Cytisus grandiflorus, Cytisus hirsutus, Cytisus purpureus (it), Cytisus scoparius, Cytisus striatus, Cytisus villosus, Genista anglica, Genista cinerea, Genista corsica, Genista linifolia, Genista monspessulana, Genista pilosa, Genista tinctoria, Laburnum alpinum, Laburnum anagyroides, Petteria ramentacea, Podocytisus caramanicus, Spartium junceum.